# Arrondissement Cahors
Arrondissement Cahors (fr. Arrondissement de Cahors) je správní územní jednotka ležící v departementu Lot a regionu Midi-Pyrénées ve Francii. Člení se dále na 13 kantonů a 135 obcí.

## Kantony
- Cahors-Nord-Est
- Cahors-Nord-Ouest
- Cahors-Sud
- Castelnau-Montratier
- Catus
- Cazals
- Lalbenque
- Lauzès
- Limogne-en-Quercy
- Luzech
- Montcuq
- Puy-l'Évêque
- Saint-Géry